# Fuente Obejuna
Fuente Obejuna es un municipio y localidad española de la provincia de Córdoba, en Andalucía. A unos 8 km del núcleo urbano está situada las ruinas de la ciudad romana de Mellaria. Es famosa por los sucesos históricos del siglo XV que inspiraron la obra teatral Fuenteovejuna (1619) escrita por Lope de Vega. Cuenta con una población de 4346 habitantes (INE 2024), incluyendo sus 14 aldeas. Su extensión superficial es de 591,43 km² y tiene una densidad de 8,11 hab/km². Municipio agrícola y ganadero. 

## Toponimia
Además de Fuente Obejuna, que es el nombre oficial, el municipio también es conocido como Fuenteovejuna. En la tradición del pueblo se dice que el nombre romano del pueblo era Fons Mellaria,  fuente de miel, del que inicialmente se obtendría Fuente Abejuna y posteriormente Fuente Obejuna, sin embargo esta interpretación, como se verá, es probablemente una leyenda, la realidad es más compleja y no está aclarada.
Los nombres Mellaria y Fuente Obejuna probablemente tengan orígenes diferentes pues, como se indica anteriormente, se trata de ciudades diferentes aunque próximas.
a) Mellaria se refiere a la villa romana de Mellaria citada por Plinio y Estrabón, quien indicaba que era una zona donde se practicaba la apicultura, del que procedería el topónimo Mellaria.  Según Bloch y V. Wartburg el nombre Mellaria tendría una procedencia anterior, indoeuropea, y significaría molino, haciendo mención el sufijo '-aria' a 'río'.
b) Fuente Obejuna, referido al nombre del actual pueblo de Fuente Obejuna. Se cita por primera vez como Fuente Ovejuna en 1315 y durante años se escribe de distintas formas: Fuente Ovejuna, Fuenteovejuna, Fuenteouejuna, Fuenteobejuna o Fuente Abejuna. En el siglo XIV en la zona donde está el pueblo se practicaba el mercado lanar, de ahí vendría 'ovejuna' (relativo a oveja). Así lo interpreta Lope cuando en Fuenteovejuna, acto III, pone en boca de Laurencia «Ovejas sois, bien lo dice de Fuente Ovejuna el nombre». En cualquier caso antes de la creación de la Real Academia Española, el uso de las letras 'b' y 'v' era indistinto, y la 'v' minúscula a veces se escribía como 'u' y la 'u' como 'v' por lo que el empleo de b o v o u no es relevante para aclarar la etimología del nombre de esta localidad cordobesa. De hecho era frecuente en un mismo texto escribir la misma palabra de distintas formas (de la misma forma que hoy usamos distintos sinónimos para no repetir una misma palabra). El uso de Fuente Abejuna y Fuenteabejuna es posterior al siglo XV. Desde 1684, con pocas excepciones, se utiliza el nombre de Fuente Obejuna. No es descartable que Fuente Obejuna tomase el nombre de una fuente de agua pues desde época romana en las proximidades del pueblo había al menos dos fuentes, hoy llamadas Fuente las Dos y Fuente Nueva, que seguirían existiendo en el siglo XIV cuando se refunda el pueblo. Alfonso de Palencia en su Gesta (a veces conocida como Crónicas), escrita en latín a finales del siglo XIV, llama al pueblo Fontem Velunae y no Fons Mellaria. El nombre de Fons Mellaria literal no aparece en ninguna referencia de la época de Roma, probablemente lo inventó Caballero Villamediana en su Historia de la Ylustre villa de Fuente Abejuna (siglo XVIII) quien añadió Fons a Mellaria, que serviría para distinguirlo de la Mellaria gaditana,  y así dar lugar a Fons Mellaria cuya traducción es 'Fuente de miel'. De esta forma establecería una relación, de la que estaba convencido, entre la Mellaria romana y Fuente Obejuna. Esta probable invención fue arrastrada durante siglos en distintos textos y aún persiste el equívoco.
El gentilicio es melariense, aunque por costumbre también se usa mellariense.

## Geografía
Sus coordenadas geográficas son 38° 16' N, 5° 25' O. Se encuentra situado a una altitud de 625 metros y a 96 kilómetros de la capital de provincia, Córdoba. El municipio está bien comunicado por la carretera N-432.
Integrado en la comarca de Valle del Guadiato, se sitúa a 91 kilómetros de la capital provincial. El término municipal está atravesado por la carretera N-432, entre los pK 160 y 189, por la carretera autonómica A-447, que se dirige hacia Alanís, y por carreteras locales que permiten la comunicación con Granja de Torrehermosa, Los Blázquez, La Granjuela, Belmez y Hornachuelos. 
| Noroeste: Valsequillo                   | Norte: Los Blázquez y La Granjuela | Nordeste: Peñarroya-Pueblonuevo |
| Oeste: Granja de Torrehermosa (Badajoz) |                                    | Este: Belmez                    |
| Suroeste: Azuaga (Badajoz)              | Sur: Hornachuelos                  | Sureste: Villanueva del Rey     |

El relieve del municipio está definido por tres unidades diferenciadas: las penillanuras del noroeste, el valle del Guadiato, y el conjunto de alineaciones laberínticas del borde meridional de Sierra Morena. En las penillanuras del noroeste existen también pequeñas sierras aisladas (sierra del Ducado, sierra Navarra, sierra de La Grana), que se extienden hasta el río Zújar, que hace de límite con la provincia de Badajoz, y que también nace en el municipio. El río Guadiato nace en el territorio, al suroeste, y pronto represa sus aguas en el embalse del Guadiato, antes de pasar a Peñarroya-Pueblonuevo. Al sur del valle, destaca la sierra de Gata (878 metros) y otros terrenos montañosos típicos de Sierra Morena. La altitud oscila entre los 878 metros al este (cerro Maleto) y los 510 metros a orillas del Guadiato. El pueblo se alza a 632 metros sobre el nivel del mar.

## Historia

### Edad Antigua
En el término municipal de Fuente Obejuna abundan los monumentos megalíticos, como los dólmenes de La Sierrezuela, Los Delgados I, II, III y IV, entre otros. La abundancia de minerales favoreció el desarrollo de una cultura ibérica como la que da lugar la minas de La Pava y La Loba. Se percibe ya en la época prerromana cierto grado de urbanismo como se observa en un poblado minero de adobe próximo a Los Cerros Castillejos.
Cerca del pueblo de Fuente Obejuna se encuentran restos de lo que fue la ciudad romana de Mellaria. Existe la confusión de considerar que Fuente Obejuna y Mellaria es la misma ciudad. Así lo consideraba Caballero Villamediana en su Historia de la Ylustre villa de Fuente Abejuna (siglo XVIII). Este malentendido persistió en textos posteriores, por ejemplo: El diccionario Geográfico-Estadístico e Histórico de España de Madoz, P. 1847, sobre Fuente Obejuna o Fuente-Abejuna dice:

Cuéntase esta población entre las más antiguas de España. Se cree ser la Mellaria de los escritores del imperio romano, en cuyo tiempo gozó la categoría de municipio. La llamaron Mellaria por la abundancia de miel que siempre ha dado. .... A la entrada de los moros fue arruinada, y luego la cercaron de muros y torreones, con un gran castillo o alcázar, que, ganado por los cristianos, sirvió de palacio a los comendadores de Calatrava. Hasta fecha relativamente recientes no quedó claro, con pruebas arqueológicas,

 que Mellaria era un emplazamiento situado en torno al cerro de Masatrigo (a unos 8 km de Fuente Obejuna).
La fundación de la Mellaria romana probablemente se produce a mediados del siglo II a. C., cuando Roma tras la tercera guerra púnica se extiende más allá del valle del Guadalquivir, a Sierra Morena. Es citada en Naturalis Historia, escrita por Plinio el Viejo, quien menciona a dos Mellaria, una probablemente situada en la Beturia cordobesa, en el término municipal de Fuente Obejuna, y otra en Cádiz. Llegó a alcanzar en la época flavia el estatus de municipium. Su importancia la demuestra el hecho de que solo hubiese dos o tres ciudades con esta categoría en la sierra cordobesa. Al parecer, su desarrollo estuvo motivado por varios hechos: a) era un lugar de paso y repostaje entre Córdoba y lo que hoy es Extremadura, camino muy frecuentado por las tropas romanas que iban a combatir a los lusitanos; b) servía de apoyo a las minas de la zona, como La Loba (de fundación anterior). Mellaria llega a tener un magnífico acueducto. Todavía en los siglos III y IV d. C. tuvo un apogeo, para desaparecer poco después coincidiendo con la caída del Imperio romano de Occidente y el consiguiente abandono de la península ibérica.

### Edad Media
Desde entonces la zona debió estar escasamente poblada hasta la repoblación cristiana en los siglos XIII y XIV. Se conservan pocos vestigios de este periodo. El único relevante de la época visigoda es la iglesia de San Bartolomé (lejos del actual casco urbano de Fuente Obejuna) hoy derruida. Las escasas huellas visigodas se borraron con la llegada de los musulmanes. De la época musulmana hay pocos restos, con la excepción de algunos aljibes que delatan la presencia de algún poblado relativamente relevante. La expulsión de los musulmanes comportó la repoblación de la zona por cristianos. 
La referencia más antigua a la actual Fuente Obejuna es de 1315. Fuente Obejuna fue objeto de litigios entre el concejo de Córdoba y la orden de Calatrava, a la que pasó a pertenecer en 1460 cuando Enrique IV cede la villa a Pedro Girón, maestre de la orden de Calatrava. La ocupación de la villa tiene lugar en 1468 por Fernán Gómez de Guzmán, comendador mayor de la orden, provocando el enojo de Córdoba y del propio Pedro Girón. En 1476, tiene lugar una sublevación en la que los vecinos matan al comendador Fernán Gómez de Guzmán. Este hecho inspiró la obra Fuenteovejuna de Lope de Vega, publicada en 1619. Las causas que provocaron la muerte del comendador Fernán Gómez de Guzmán son controvertidas. Si nos atenemos a la imagen que de él da Alfonso de Palencia, y otros coetáneos, es una persona instruida, alejada del villano descrito en Fuenteovejuna, que es una obra literaria y no histórica (por ejemplo: se presenta al comendador como un defensor de la Beltraneja, cuando realmente estuvo al lado de Isabel). Las causas del asesinato del comendador están probablemente relacionadas con el pleito que existió por el Maestrazgo de la Orden de Calatrava (los Girón contra los Gómez de Guzmán) y las luchas entre el Concejo de Córdoba y la propia Orden de Calatrava. 

### De la Edad Moderna a la Edad Contemporánea
Durante los siglos XV y XVI Fuente Obejuna adquiere un importante desarrollo. En 1557 es comprada por el entonces obispo de Córdoba, llamado Leopoldo de Austria, con la intención de conseguir un señorío para su hijo ilegítimo Maximiliano. En los siglos XVII y XVIII va perdiendo importancia y disminuye sustancialmente su población, incluidas sus aldeas, con algunas excepciones como son Valsequillo y los Blázquez. La decadencia se prolonga durante los siglos XVIII y parte del XIX. Valsequillo, Los Blázquez, La Granjuela y otras dos (ahora inexistentes) se segregan en 1817. 
A finales del siglo XIX renace, sobre todo, por las actividades mineras. Este progreso se prolonga hasta cerca de la guerra civil de 1936. Durante este conflicto bélico (1936-1939) el pueblo alternó su pertenencia a los distintos bandos. El bando sublevado constituyó en sus inmediaciones un campo de concentración de prisioneros que, en su mayor apogeo, llegó a recluir a unas dos mil personas. El campo estuvo activo de julio de 1938 a marzo de 1939. Tras la contienda el municipio aún tuvo cierto desarrollo, si bien la población no experimentó grandes cambios. Ya en las décadas de 1960 y 1970 se produjo una importante emigración tanto desde el núcleo urbano como desde las aldeas.

## Demografía
Fuente Obejuna cuenta con una población de 4346 habitantes (INE 2024).
| Gráfica de evolución demográfica de Fuente Obejuna entre 1842 y 2021 |
| |
| Población de derecho según los censos de población del INE Población de hecho según los censos de población del INEEn estos censos se denominaba Fuente Ovejuna: 1857 y 1860 En estos censos se denominaba Fuenteovejuna: 1877, 1887, 1897, 1900, 1910 y 1920 |

### Núcleos de población
Existen catorce aldeas o pedanías que dependen administrativamente de Fuente Obejuna y que, por tanto, forman parte de su término municipal:
- Alcornocal
- Argallón
- Cañada del Gamo
- La Cardenchosa
- La Coronada
- Cuenca
- Los Morenos
- Navalcuervo
- Ojuelos Altos
- Ojuelos Bajos
- Los Pánchez
- Piconcillo
- El Porvenir de la Industria
- Posadilla

## Economía

### Evolución de la deuda viva municipal
El concepto de deuda viva contempla sólo las deudas con cajas y bancos relativas a créditos financieros, valores de renta fija y préstamos o créditos transferidos a terceros, excluyéndose, por tanto, la deuda comercial.
| Gráfica de evolución de la deuda viva del Ayuntamiento de Fuente Obejuna entre 2008 y 2022                                  |
| |
| Deuda viva del Ayuntamiento de Fuente Obejuna, en miles de euros, según datos del Ministerio de Hacienda y Función Pública. |

## Patrimonio

### Patrimonio Histórico Andaluz
- Bienes Inmuebles

| Bien catalogado | Otras denominaciones                                  | Web del bien | Tipo          | RP         | EA       | Fecha      |
| --------------- | ----------------------------------------------------- | ------------ | ------------- | ---------- | -------- | ---------- |
| Casa Cardona    | Palacete Modernista, Palacete de Don Celestino Romero |              | Monumento     | Específico | Inscrito | 28-VI-2004 |
| Mina de la Loba | Mina Romano Republicana de la Loba                    |              | Sin tipificar | Genérico   | Inscrito | 18-V-2000  |

### Patrimonio religioso y civil
- Iglesia de Nuestra Señora del Castillo. Está situada en el centro de la localidad y en su punto más elevado. En su interior destacan sobre todo el retablo mayor, obra del siglo XVI, el retablo de la capilla del Sagrario, que es del mismo periodo, las pinturas murales descubiertas en el siglo XX y realizadas a finales del siglo XV, y la custodia procesional, que según la mayoría de los autores fue labrada por Juan Ruiz el Vandalino, aunque ello no ha podido ser demostrado fehacientemente. Es un templo «espacioso, elegante en sus proporciones y enriquecido notablemente por las pinturas murales y el arte mobiliar».[15] En ella tiene su sede la Cofradía del Santo Entierro, Ntra. Sra. de los Dolores y Cristo Resucitado, la más antigua y con más hermanos y devotos de la localidad. Procesiona el Viernes Santo y la bajada de Ntra. Sra. de los Dolores por la Plaza Lope de Vega es el momento más esperado, sobrecogedor y que más público congrega de la Semana Santa de Fuente Obejuna.
- Iglesia de San Francisco. Formó parte del antiguo convento de San Francisco de Fuente Obejuna, y está situada en la calle Maestra y a la altura de la esquina de la calle del Santo Cristo.[16]
- Ermita de Jesús Nazareno. Se encuentra en la calle Doctor Miras Navarro de Fuente Obejuna,[17] y los autores del Catálogo artístico y monumental de la provincia de Córdoba afirmaron que es un edificio que siempre ha sido de «gran interés» para los historiadores y sobre todo por el hecho de que algunos autores creyeron erróneamente que se trataba de una construcción de época musulmana.[18]
- Ermita del Cristo de la Misericordia
- Ermita de Nuestra Señora de Gracia.
- Casa Cardona (ejemplo Modernista casi único en la provincia).
- Casas nobiliarias con escudos ( Siglos XVI al XIX). Existen varios interesantes ejemplos.

### Patrimonio cultural
Fuente Obejuna está compuesta por 14 aldeas. Algunas de esas aldeas conservan la arquitectura antigua, como por ejemplo Los Pánchez. Esta aldea de 1526 está a 15,8 km de la villa y es una de las aldeas más pequeñas de las 14, la cual cuenta con 35 habitantes censados. Esta aldea también se reconoce por su Fiesta del Pan y de Muestras Artesanales, la cual intenta mantener las tradiciones para que se sigan pasando de generación en generación.

## Ciudades hermanadas
- Carbonne (Francia)[19]
- Gammelshausen (Alemania)[19]
- Almagro (España)[20]